# آنری لوکلر
آنری لوکلر (فرانسوی: Henri Leclerc‎؛ زادهٔ) دوچرخه‌سوار اهل فرانسه است.